# Cyclope
Pour les articles homonymes, voir Cyclope (homonymie).
Œuvres principales
Théogonie d'Hésiode
Les cyclopes forment une espèce de créatures fantastiques dans la mythologie grecque.
Ce sont des monstres géants n'ayant qu'un œil au milieu du front. Les premiers cyclopes sont ceux de la Théogonie d'Hésiode.
Anciennes divinités de l'Orage, les cyclopes deviennent ultérieurement des artisans liés à la métallurgie qui fabriquent notamment la foudre pour Zeus, puis finalement dans l’Odyssée des monstres asociaux et sauvages dont le seul caractère en commun avec leurs premiers parents consiste en leur œil unique au milieu du front.

## Étymologie
« Cyclope » est un emprunt au latin Cyclops,,, transcription du grec κύκλωψ / kýklōps,, qui, au singulier, désigne Polyphème et, au pluriel, les géants n'ayant qu'un œil rond au milieu du front. Formé de κύκλος / kýklos (« roue », « cercle ») et de ὤψ / ṓps (« œil »), que l'on pourrait traduire par « œil rond ». Cet œil rond figure le soleil « œil du ciel ». Le cyclope est un dieu du ciel dont l'arme est la foudre.

## Mythe

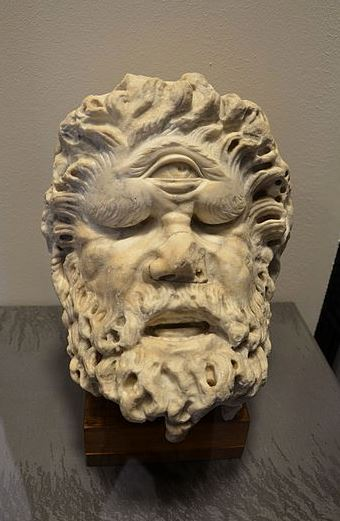
Tête de cyclope. Sculpture attenante au Colisée de Rome, premier siècle après J.C.

Les légendes qui les concernent sont contradictoires : il ne faut pas les confondre avec les Géants, nés du sang de Tartare et tués lors de la gigantomachie ; il faut aussi veiller à distinguer plusieurs races successives : ouraniens, forgerons, bâtisseurs et pasteurs (seuls les cyclopes ouraniens et pasteurs sont mentionnés par Homère).

### Cyclopes ouraniens
Ces cyclopes sont les enfants d'Ouranos (le Ciel) et de Gaïa (la Terre). Leur nom devient synonyme de force et de pouvoir et désigne des armes exceptionnellement bien travaillées.
Ils sont trois. Leurs noms et leur mythe sont typiques d'anciennes divinités de l'Orage : Brontès (Βρόντης / Bróntēs, « Tonnerre »), Stéropès (Στερόπης / Sterópēs, « Éclair ») et Argès (Ἄργης / Árgēs, « Foudre »). Ouranos, terrifié par leur force, les enferme dans le Tartare. Plus tard, leur frère Cronos les libère, ainsi que les Hécatonchires, Géants et Titans. Ils l'aident à renverser et à émasculer Ouranos, mais Cronos, redoutant à son tour d'être vaincu par eux, les renvoie dans le Tartare où ils restent jusqu'à leur libération par Zeus.
Reconnaissants envers Zeus, les cyclopes fabriquent le foudre pour lui. Argès ajoute la lueur, Brontès l'orage et Stéropès les éclairs. Ces armes forment le foudre de Zeus, grâce auquel il peut vaincre Cronos et les Titans, et devenir le maître de l'Univers. Ils créent aussi le trident de Poséidon, l'arc et les flèches d'Artémis et la kunée d'Hadès (casque qui rend son porteur invisible et que l'on retrouve dans plusieurs légendes).
Dans une version du mythe, les cyclopes sont tués par Apollon après que Zeus a tué son fils, Asclépios, avec l'arme forgée par les cyclopes, alors que ce dernier avait ramené à la vie plusieurs morts. Selon Phérécyde de Syros, ce ne sont pas les cyclopes mais leurs fils qu'Apollon anéantit pour se venger de la mort d'Asclépios.
Le cyclope Argès serait l'époux de Phrygie et le père de trois enfants dont les noms sont : Atreneste, Atron et Deusus.
Chez un commentateur de l’Iliade, Zeus avale Métis alors qu'elle est enceinte d'Athéna par le cyclope Brontès.

### Cyclopes forgerons

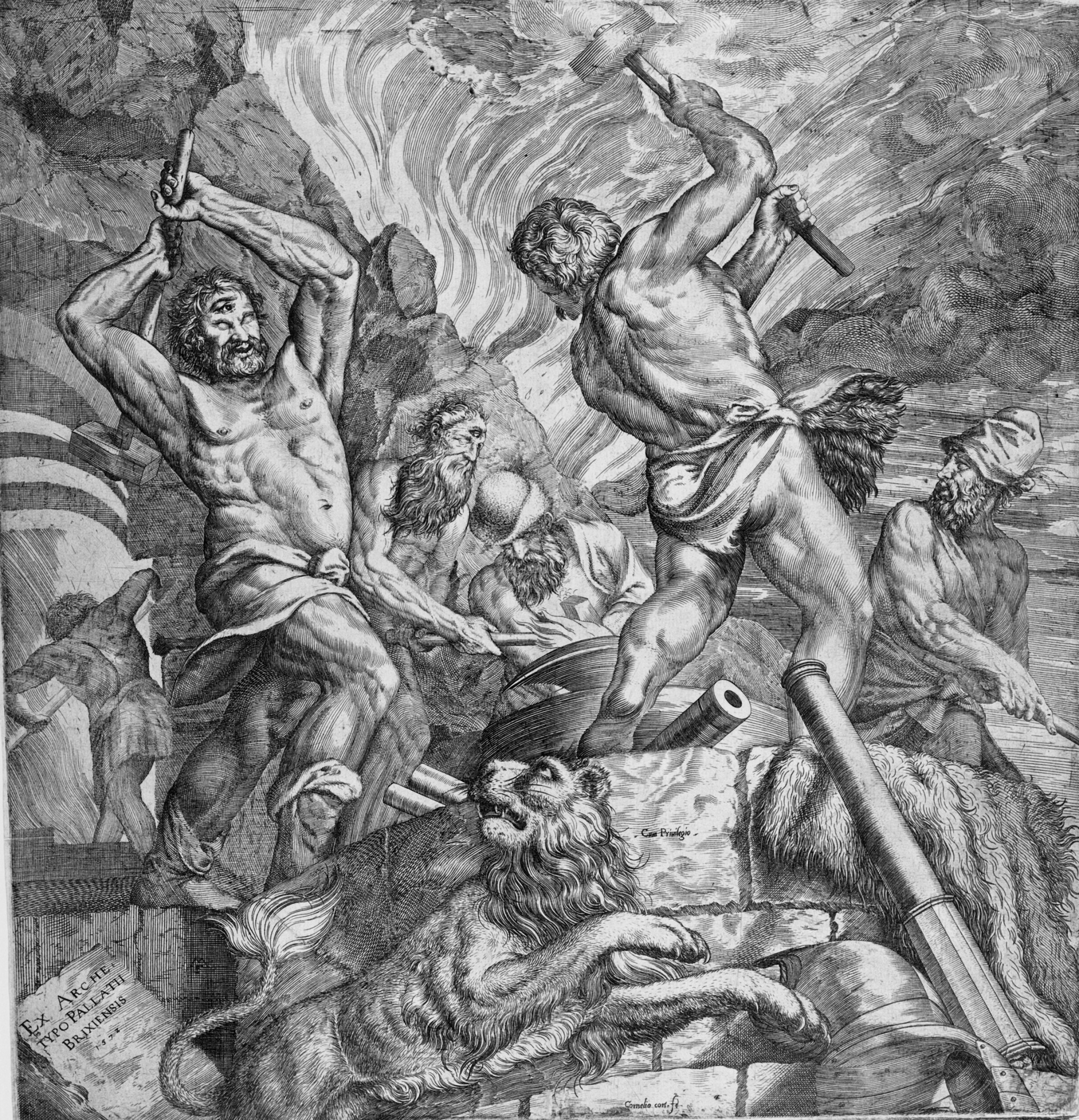
La forge des Cyclopes par Cornelis Cort (1572).

Les cyclopes servent d'assistants à Héphaïstos. Selon Pline, ils ont inventé le fer et la manière de le forger. On connaît les noms de trois d'entre eux : Acamas, Pyracmon et Adnanos[réf. nécessaire].

### Cyclopes bâtisseurs
- Les puits furent découverts par Danaos, venu d'Égypte dans cette partie de la Grèce qui s'appelait auparavant « Argos sans Eau ».
- Les carrières par Cadmos, à Thèbes ou en Phénicie d'après Théophraste ; les tours par les cyclopes d'après Aristote, par les Tirynthiens d'après Théophraste.

Un groupe de cyclopes au service du roi Proétos construit les murs de la cité de Tirynthe, la ville natale d'Héraclès. Ces murailles sont qualifiées de cyclopéennes. Ils construisent aussi les murs de Mycènes et la porte des Lionnes. Ils ont un sanctuaire dans l'isthme de Corinthe. Ces cyclopes sont appelés encheirogastères, (ἐγχειρογάστορες / enkheirogástores), « qui vivent du travail de leurs mains », car ils travaillent pour gagner leur vie. Les premières tours furent bâties par les cyclopes d'après Aristote.

### Cyclopes pasteurs

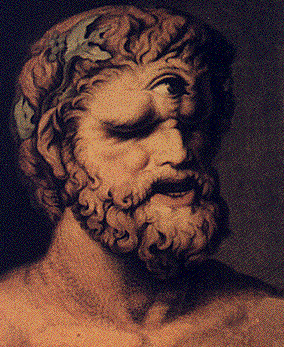
Polyphème par Johann Heinrich Wilhelm Tischbein (Landesmuseum Oldenburg, 1802).

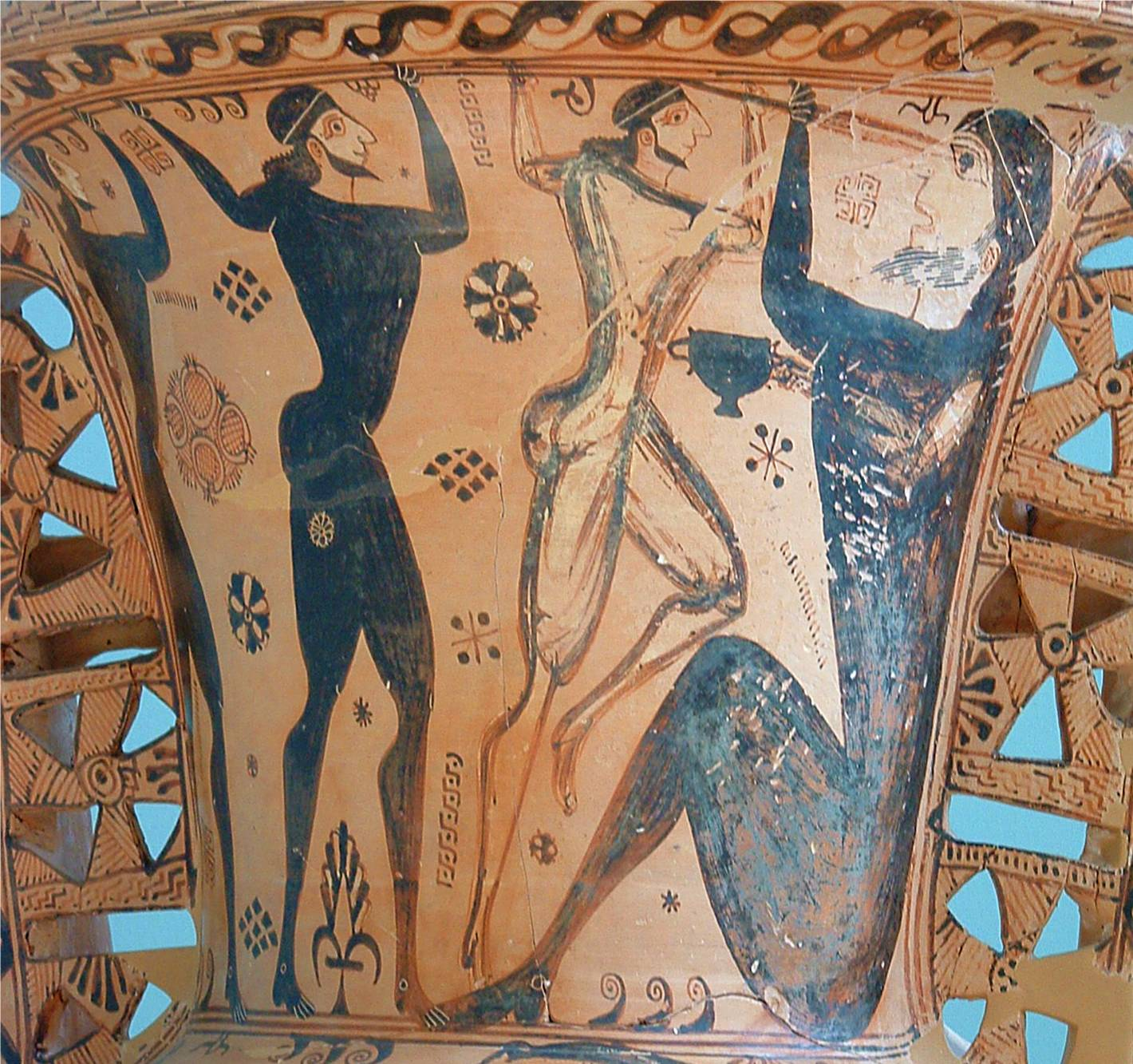
Ulysse et son équipage aveuglent Polyphème. Détail d'une amphore proto-attique, vers 650 av. Eleusis, Musée archéologique, Inv. 2630.

Les cyclopes pasteurs incarnent une génération tardive, loin d'être aussi brillante que les précédentes. Ils se contentent de vivre de l'élevage en Sicile. Le terme « cyclope » se réfère alors habituellement à l'un des représentants de cette génération, dont le mieux mis en valeur par Homère est le fils de Poséidon et de Thoosa : Polyphème, dont le nom signifie : « abondant en paroles ». Il existe aussi Télémos.
Chez Homère et Virgile, les cyclopes, fils de Poséidon, sont des géants sauvages et anthropophages, ne craignant ni les dieux ni les hommes, sans foi ni lois. Ils vivent en élevant des moutons, notamment dans l'île sicilienne de Trinacrie. Ces cyclopes de l’Odyssée rustres asociaux et impies n'ont à première vue, en dehors de leur œil unique, rien de commun avec les trois alliés de Zeus ou les compagnons d'Héphaïstos. Ils sont la contrepartie sauvage des feux divins. L'un d'eux est directement lié à la production du feu par frottement. Selon Arthur Cook, c'est la signification de l'épisode de l'Odyssée où Ulysse crève l'œil de Polyphème,.
Euripide a également mis en scène Polyphème dans son drame satyrique intitulé Le Cyclope en réunissant deux épisodes mythologiques distincts. En effet, Ulysse aborde bien sur l'île comme dans le chant IX de l’Odyssée, mais au lieu de rencontrer Polyphème, il tombe nez à nez avec les Satyres et le vieux Silène, qui après avoir échoué sur le rivage, se sont retrouvés esclaves de Polyphème et obligés de faire paître ses troupeaux. Polyphème, quant à lui, apparaît également dans le mythe d'Acis et Galatée.
Cette catégorie de cyclopes ne se limite pas à la mythologie grecque, puisque l'on en retrouve des exemples dans les Pyrénées, avec le Tartaro, les Bécuts, et les Ulhart (Pyrénées et Alpes) dont l'essentiel des récits correspond d'assez près aux démêlés de Polyphème avec Ulysse.
Les Celtes craignaient Balor. Ce cyclope pouvait, de son œil unique, paralyser une armée entière. Il symbolise les puissances obscures.

## Culte
Pausanias mentionne un autel des cyclopes à Corinthe sans fournir d'autres précisions.

## Origines du mythe grec

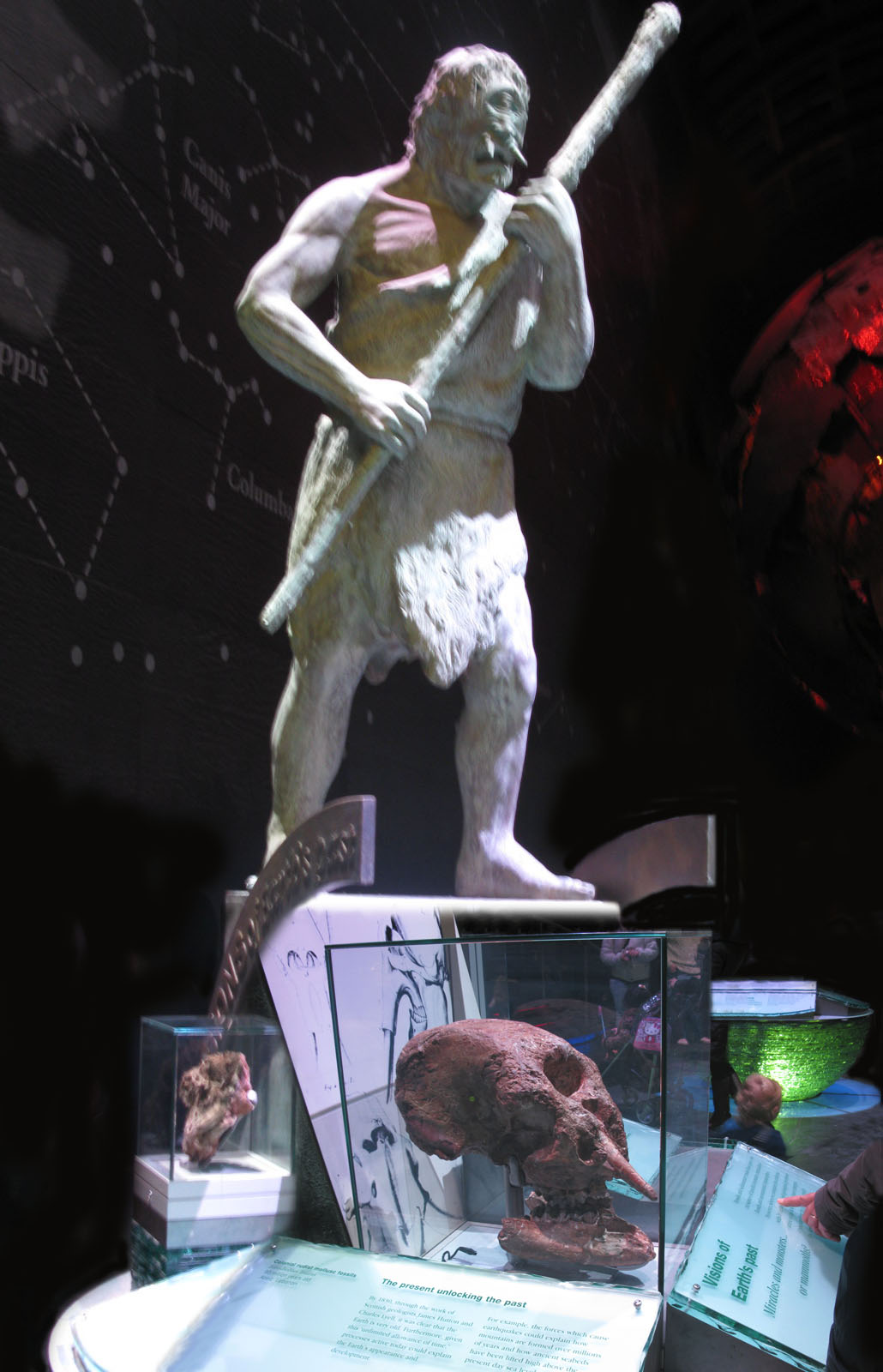
Aux pieds du mannequin représentant le Cyclope, un crâne d'éléphant nain fossile Elephas falconeri de Sicile, dont la cavité nasale peut-être interprétée comme l’œil unique d’un géant, est peut-être à l’origine de ce mythe selon le Musée d'histoire naturelle de Londres.

L'explication la plus courante donnée par les linguistes et les comparatistes aux cyclopes est que ceux-ci sont « des démons du feu, qui peuvent tantôt se rendre utiles aux hommes, tantôt leur nuire ». Cette explication correspond également à l'étymologie de leur nom. D'autres explications ont été avancées.

### Maladie congénitale

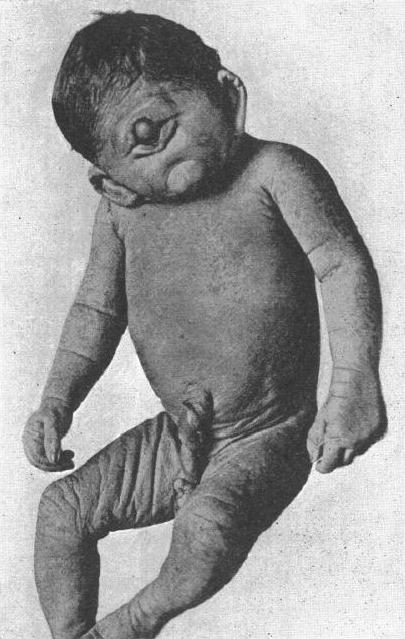
Une malformation congénitale la cyclopie pourrait être une des origines du mythe du cyclope.

L'holoprosencéphalie est une malformation congénitale du cerveau et de la face. Elle existe à des degrés divers et résulte en une séparation incomplète entre les deux hémisphères du cerveau et parfois entre les deux yeux. On parle alors de cyclopie ou cyclocéphalie. L'otocéphalie, elle, est une pathologie congénitale rare mais témoignant de l'existence de la cyclopie dans certains cas chez l'être humain.

### Crânes préhistoriques d'éléphants nains
Une autre source possible des légendes sur les cyclopes pourrait être la présence de crânes préhistoriques d'éléphants nains trouvés par les Grecs en Sicile et en Crète. La large cavité nasale (pour la trompe) au centre du crâne aurait été prise pour une orbite oculaire de grande taille.

Les Grecs antiques connaissant très mal l'apparence des éléphants vivants et n'ayant probablement jamais vu de crâne de ces animaux, ils avaient peu de chances de reconnaître l'origine exacte de ceux  d'éléphants nains qui mesurent plus du triple de la taille d'un crâne humain.

### Autres connexions possibles du mythe
Durant la guerre de Troie apparaissent des forgerons qui portaient, pour éviter d'être aveuglés en cas de projection d'étincelles ou de scories, une protection sur un œil, risquant seulement l'autre œil et travaillant donc « en cyclope » ; ils portaient des tatouages en l'honneur du soleil.[réf. nécessaire] Cela constitue deux liens avec le mythe des Cyclopes, connus pour leur penchant pour la métallurgie. La génération des cyclopes pasteurs est clairement différenciée de la précédente : ils sont probablement des additions tardives au Panthéon et n'ont pas ou peu de relations avec les forgerons.
L'inclusion par Homère de Polyphème dans l’Odyssée en tant que cyclope pourrait également être le « détournement » d'un démon sicilien. Les « triophtalmes » des légendes crétoises pourraient en être la véritable origine : ces ogres se nourrissant de chair humaine portent un troisième œil à l'arrière de la tête. En dehors de la position de cet œil, ils ressemblent beaucoup aux cyclopes d'Homère.
Enfin on trouve des similitudes entre le mythe des Cyclopes, les créatures appelées les Fomoires des croyances irlandaises, qui n'avaient qu'un œil, qu'un bras et qu'une jambe (leur roi était Balor) ou encore les croyances des Ossètes, peuple de langue iranienne, concernant des ogres n'ayant, eux aussi, qu'un œil. Ces ressemblances peuvent provenir d'un mythe commun à ces peuples dans l'hypothèse de la civilisation indo-européenne.

## Réinterprétations du cyclope
Victor Bérard y voit une forme d’anthropomorphisme des volcans : « Le Cyclope est une montagne qui hurle, engouffre, vomit et lance des rochers, un volcan à l’œil rond ».
Cette idée de volcan se retrouve dans le Liber monstrorum, catalogue de peuples et créatures légendaires anonyme du VIIIe siècle. L'ouvrage présente les Cyclopes comme une race humaine en Sicile, où l'on lit la flamme de l'Etna ; ils ont un seul œil aussi large qu'un bouclier sous le front le plus rugueux. Ils dépassaient la hauteur des plus grands arbres et se nourrissaient de sang humain. On raconte que l'un d'eux, couché dans sa caverne, tenait deux hommes dans une main et les mangeait crus.

## Dans l'art

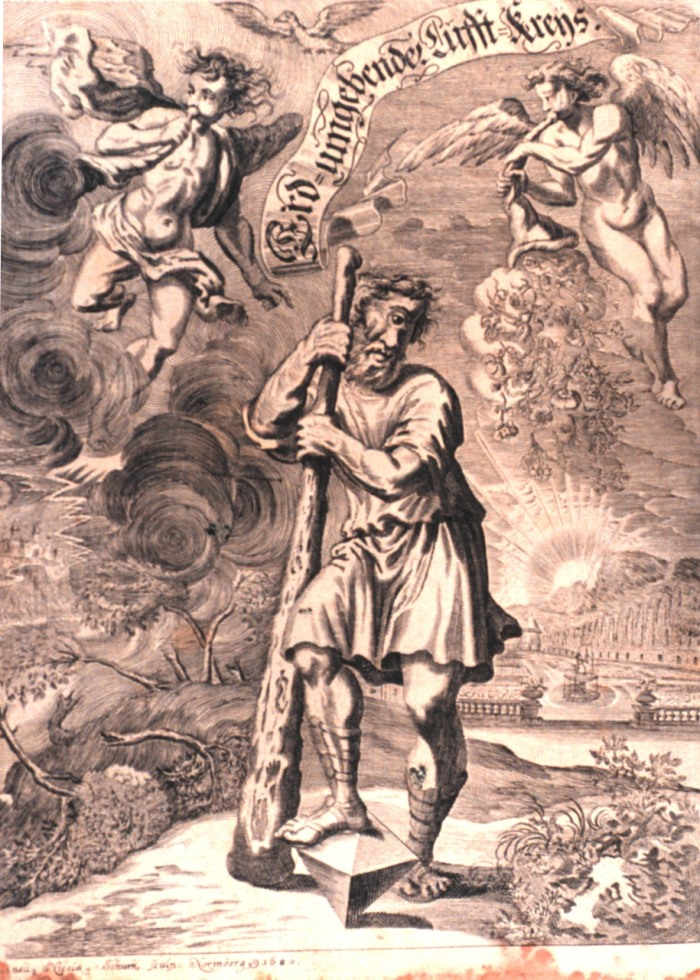
Illustration d'un cyclope par Erasmus Francisci (1680).
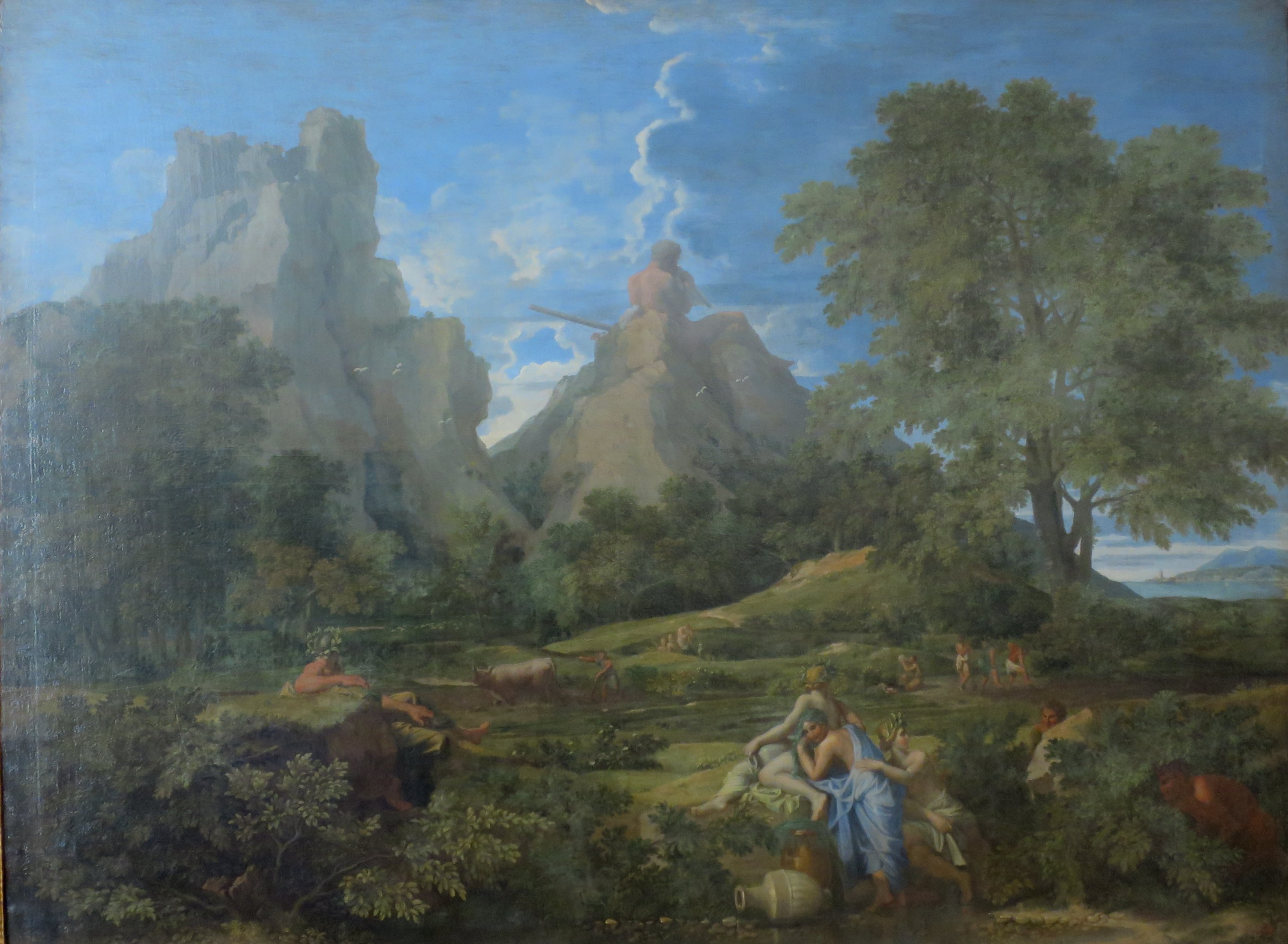
Paysage avec Polyphème par Nicolas Poussin (1649).
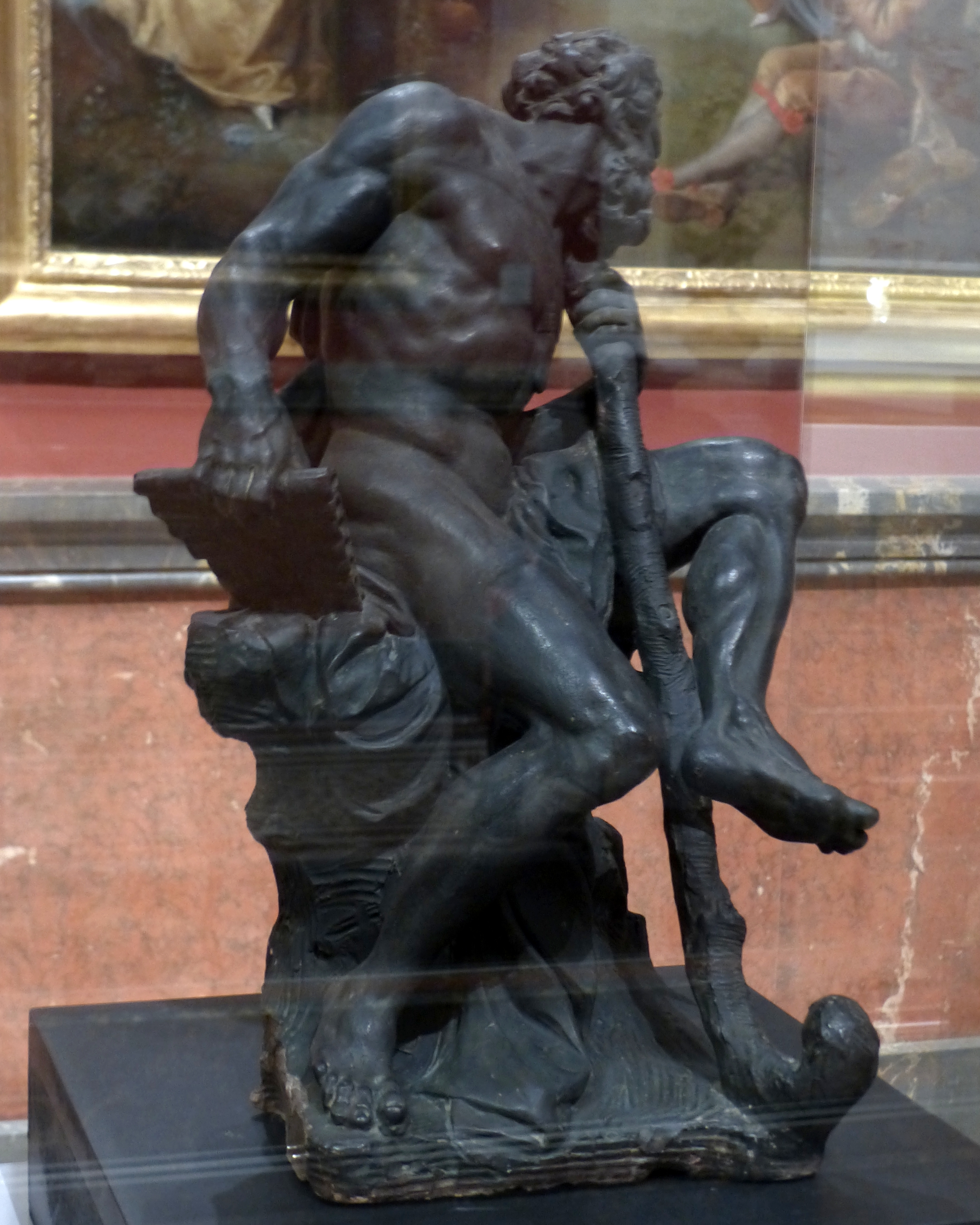
Polyphème, sculpture en terre cuite patinée façon bronze de Corneille Van Clève (1680), musée du Louvre
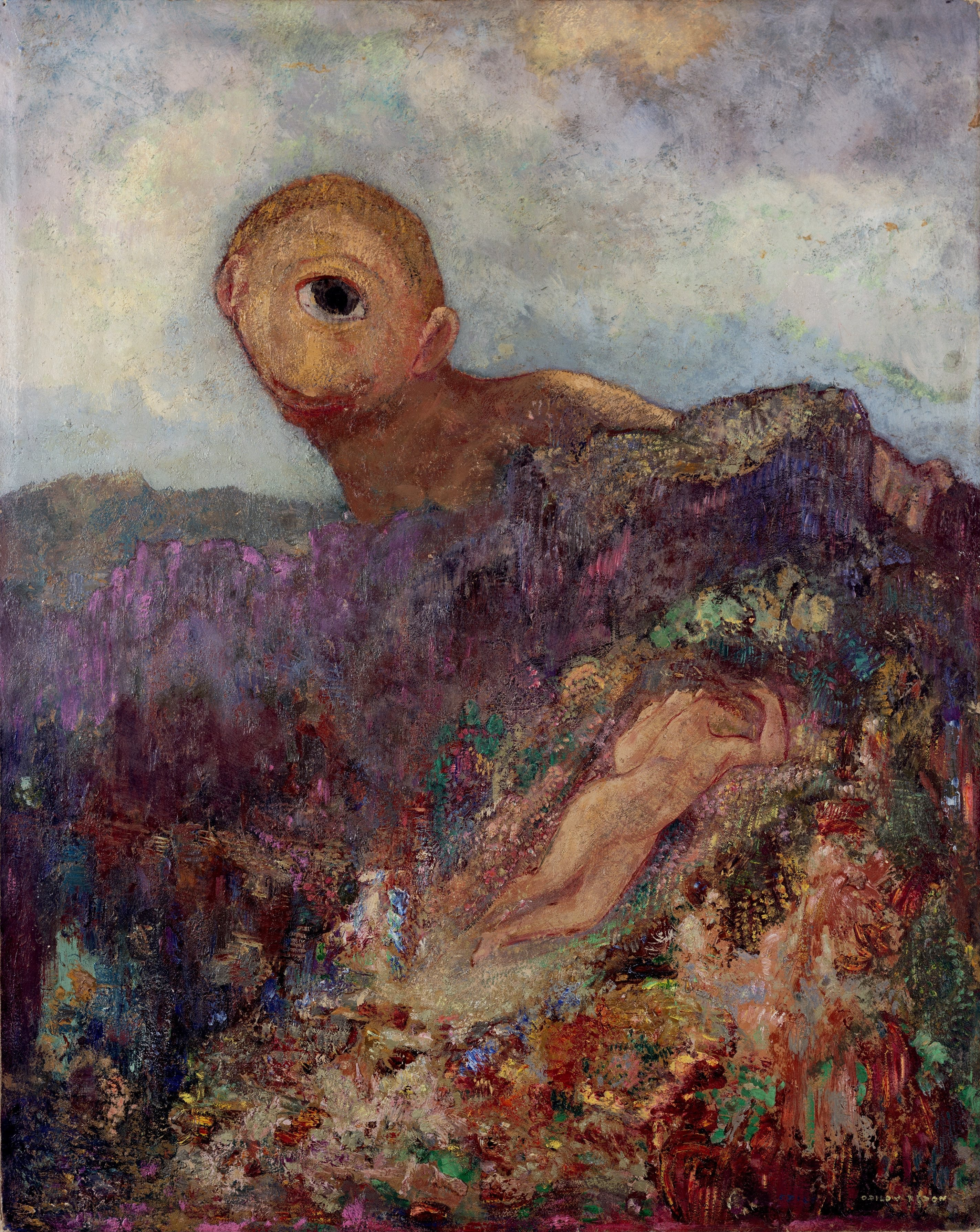
Le Cyclope, tableau d'Odilon Redon (entre 1898 et 1900 ou 1914).
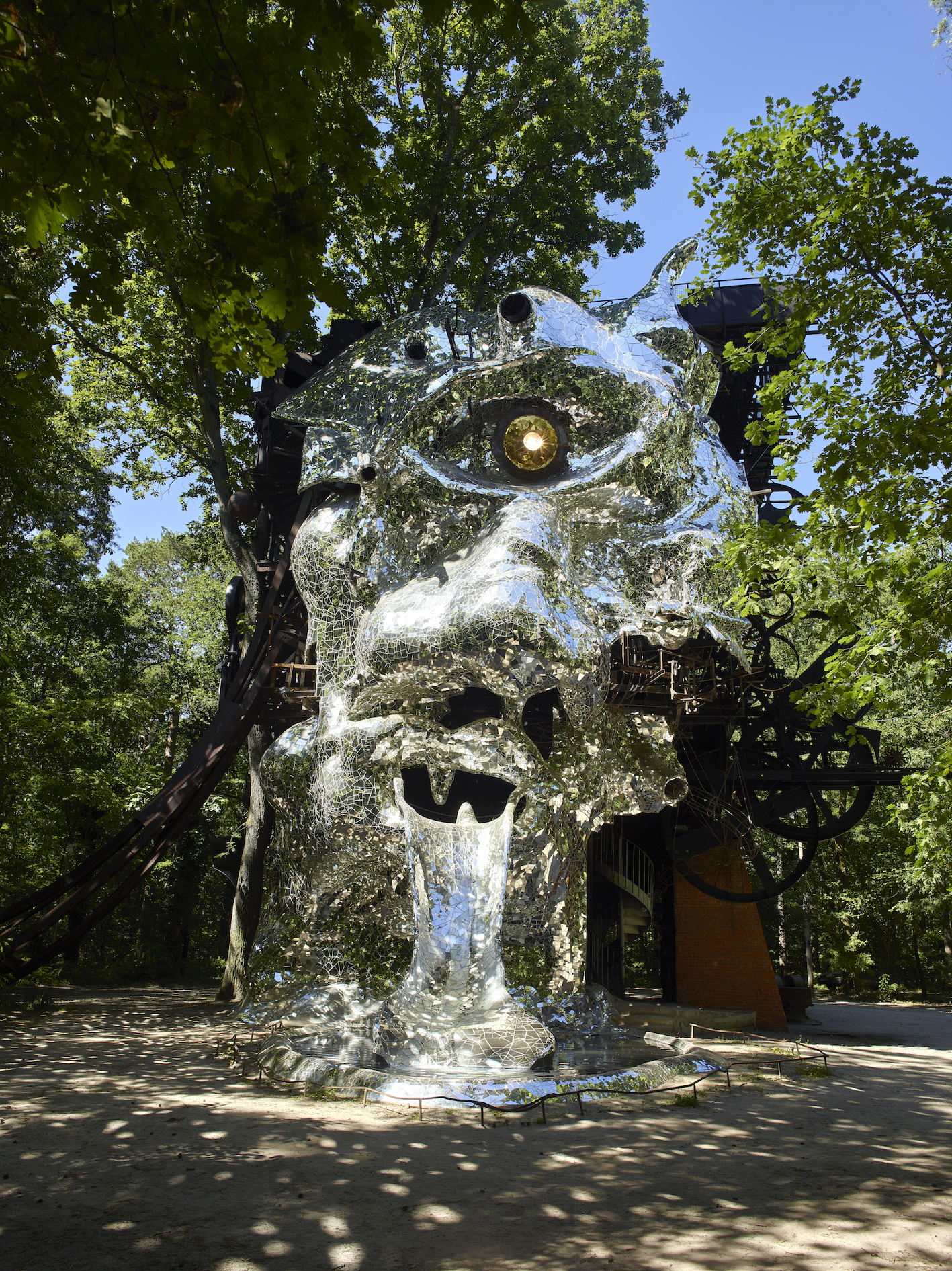
Le Cyclop, sculpture monumentale de Jean Tinguely, entre 1969 et 1994 (bois de Milly).

## Murs cyclopéens
Le mur cyclopéen ou appareil cyclopéen est un mode de construction primitif, constitué de grosses pierres équarries ou non, agencées ou simplement entassées de manière à former un mur défensif ou une jetée, un barrage, un pont, une route.

### Sources
- Pseudo-Apollodore, Bibliothèque [détail des éditions] [lire en ligne] (I, 1, 2 ; I, 2, 1 ; III, 10, 4).
- Euripide, Le Cyclope
- Hésiode, Théogonie [détail des éditions] [lire en ligne] (v. 139 & 501).
- Homère, Iliade [détail des éditions] [lire en ligne], Odyssée [détail des éditions] [lire en ligne] (IX, 106).
- Ovide, Métamorphoses [détail des éditions] [lire en ligne] (XIII, 760).
- Pausanias, Description de la Grèce [détail des éditions] [lire en ligne] (II, 25, 8).
- Virgile, Énéide [détail des éditions] [lire en ligne] (III, 617 ; VIII, 416), Géorgiques [détail des éditions] [lire en ligne] (IV, 170).